# Benelli Pepe 50
Benelli Pepe 50 – skuter o klasycznej linii, produkowany przez firmę Benelli, nawiązujący wyglądem do takich legend jak Vespa i Lambretta.
Wszystkie osłony wykonane są z plastiku o bardzo wysokiej jakości. Elegancję podkreśla fakt umiejętnego połączenie elementów matowych i lakierowanych. Dostępny w różnych wariantach kolorystycznych. W wersji LX dostarczany jest wraz z fabrycznym kufrem mieszczącym niemal każdy kask.
Wadami skutera są:
- bardzo okrojony zespół wskaźników – prędkościomierz z głównym licznikiem kilometrów i cztery kontrolki – kierunkowskazy, światła drogowe, rezerwa benzyny i rezerwa oleju,
- mały schowek pod siedzeniem (nie mieści kasku),
- hamulec bębnowy z tyłu.

Do zalet należą:
- duże szesnastocalowe koła,
- wygodna pozycja nawet dla wysokiego kierowcy (powyżej 180 cm),
- płaska podłoga,
- schowek z przodu.

## Dane techniczne
- jednocylindrowy, dwusuwowy o pojemności 49 cm³
- smarowanie olejem z osobnego zbiornika
- moc – ok. 4-5 KM (na polski rynek blokowana do ok. 2KM)
- prędkość max. ok. 80 km/h (na polski rynek blokowana do 45 km/h)
- zużycie paliwa ok. 3l/100 km
- pojemność zbiornika ok. 7l
- waga ok. 90 kg